# 結城政直
結城 政直（ゆうき まさなお）は、戦国時代の武士。下総結城氏16代当主と推定されている。

## 略歴
15代当主・結城政朝の子として誕生した。
結城氏の系図では当主とされていないが、当時の発給文書等から存在が確認され、当主かそれに準じる立場にあったと目されている。なお、「結城七郎」とは、代々結城氏の嫡男が用いる名乗りである。
この頃の結城氏は結城高朝の小山氏入嗣問題などの難問を抱えて、家中が不安定であった時期と考えられており、政直も何らかの抗争に巻き込まれたのではないかとする説がある。